# ويلدون سانتوس دي أندرادي
ويلدون سانتوس دي أندرادي (بالبرتغالية: Weldon Santos de Andrade‏) (6 أغسطس 1980 بسانت أندري في البرازيل - ) هو لاعب كرة قدم برازيلي في مركز الهجوم. لعب مع سي إف آر كلوج ونادي أمريكا ونادي النصر ونادي برازيليا ونادي بنفيكا ونادي بونتي بريتا ونادي بيلينينسش ونادي تروا ونادي تشانغتشون ياتاي ونادي سانتوس ونادي سبورت ريسيفه ونادي سوشو ونادي غواراني ونادي كروزيرو ونادي كريسيوما ويوكوهاما مارينوس ونادي أنابوليس ‏ ونادي أولهانينسي.

## روابط خارجية
- ويلدون سانتوس دي أندرادي على موقع قاعدة بيانات كرة القدم.إي يو (الإنجليزية)
- ويلدون سانتوس دي أندرادي على موقع ليكيب (الفرنسية)
- ويلدون سانتوس دي أندرادي على موقع Soccerway.com (الإنجليزية)
- ويلدون سانتوس دي أندرادي على موقع عالم كرة القدم.نت (الإنجليزية)